# 黒乃翔
黒乃 翔（くろの しょう、1984年 - ）は、日本の小説家。2008年、『マッドドリーム・アンド・マジカルワールド』で第3回講談社BOX新人賞“流水大賞”優秀賞を受賞し、12月発売の『パンドラ』に掲載されデビュー。2009年5月刊行の初の単行本は、第3回流水大賞であしたの賞を受賞したN村のイラストが表紙を飾っている。

## 作品リスト
単行本
- マッドドリーム・アンド・マジカルワールド （講談社BOX、2009年5月、ISBN 978-4-06-283714-9）　-　『パンドラ』Vol.2 SIDE-Bに全文掲載。イラスト：N村

単行本未収録作品
- ビデオ・デイドリーム・ガール （『パンドラ』Vol.3、講談社、2009年4月）　-　イラスト：N村
- あなぐらディスコミュニケーション （『KOBO』Vol.5、講談社、2009年6月）